# Kościół św. Jana Nepomucena w Bochni
Kościół świętego Jana Nepomucena w Bochni – jeden z trzech rzymskokatolickich kościołów parafialnych w Bochni, w województwie małopolskim.
Jest to świątynia wzniesiona w latach 1984–1994 według projektu Zbigniewa Zjawina. Kamień węgielny został wmurowany i poświęcony przez biskupa Jerzego Ablewicza 12 października 1986 roku. Budowa została zwieńczona poświęceniem świątyni 19 września 1993 roku przez biskupa Józefa Życińskiego. W głównej ścianie ołtarzowej na tle mozaikowej dekoracji znajduje się figura Matki Bożej Anielskiej, przeniesiona z kaplicy na Murowiance. Po prawej stronie ołtarza głównego jest umieszczony ołtarz boczny poświęcony św. Janowi Nepomucenowi z XVIII-wieczną rzeźbą patrona parafii przeniesioną z pobliskiej kaplicy przydrożnej, natomiast po lewej znajduje się ołtarz dedykowany Miłosierdziu Bożemu. Kościół jest rozświetlany przez naturalne światło złamane witrażami zaprojektowanymi przez Bolesława Szpechta.